# Buone vacanze/Ti amo uomo
Buone vacanze è il quarto singolo della pornostar ungherese Ilona Staller, pubblicato nel 1980.

## Tracce
1. Buone vacanze – 3:35 (Angelo Valsiglio, Claudio Fontana)
2. Ti amo uomo – 3:20 (Angelo Valsiglio, Claudio Fontana)

Durata totale: 6:55

## Crediti
- Ilona Staller - voce
- Olimpio Petrossi - produzione discografica
- Angelo Valsiglio - arrangiamenti
- Riccardo Schicchi - fotografia

## Edizioni
- 1980 - Buone vacanze/Ti amo uomo (RCA Original Cast, BB 6449, 7")
- 1980 - Buone vacanze/Ti amo uomo (RCA, BB 6449, 7" promo)